# Belevi
Belevi fou un mausoleu construït per Lisímac de Tràcia a Esmirna. No hi fou enterrat a la seva mort a Curopedi (281 aC) però probablement va servir de lloc d'enterrament del selèucida Antíoc II Theós.